# Parmotrema eitenii
Parmotrema eitenii är en lavart som beskrevs av Marcelli & Benatti. Parmotrema eitenii ingår i släktet Parmotrema och familjen Parmeliaceae.   Inga underarter finns listade i Catalogue of Life.